# Oomyzus tanaceti
Oomyzus tanaceti är en stekelart som först beskrevs av Graham 1985.  Oomyzus tanaceti ingår i släktet Oomyzus och familjen finglanssteklar. Arten är reproducerande i Sverige. Inga underarter finns listade i Catalogue of Life.